# Trangärdet
Trangärdet är ett naturreservat i Karlskoga kommun i Örebro län.
Området är naturskyddat sedan 1974 och är 230 hektar stort. Reservatet består av kärr, mossar och myrar omväxlande med tjärnar och gammelskog.